# Eberhard von Rodenstein

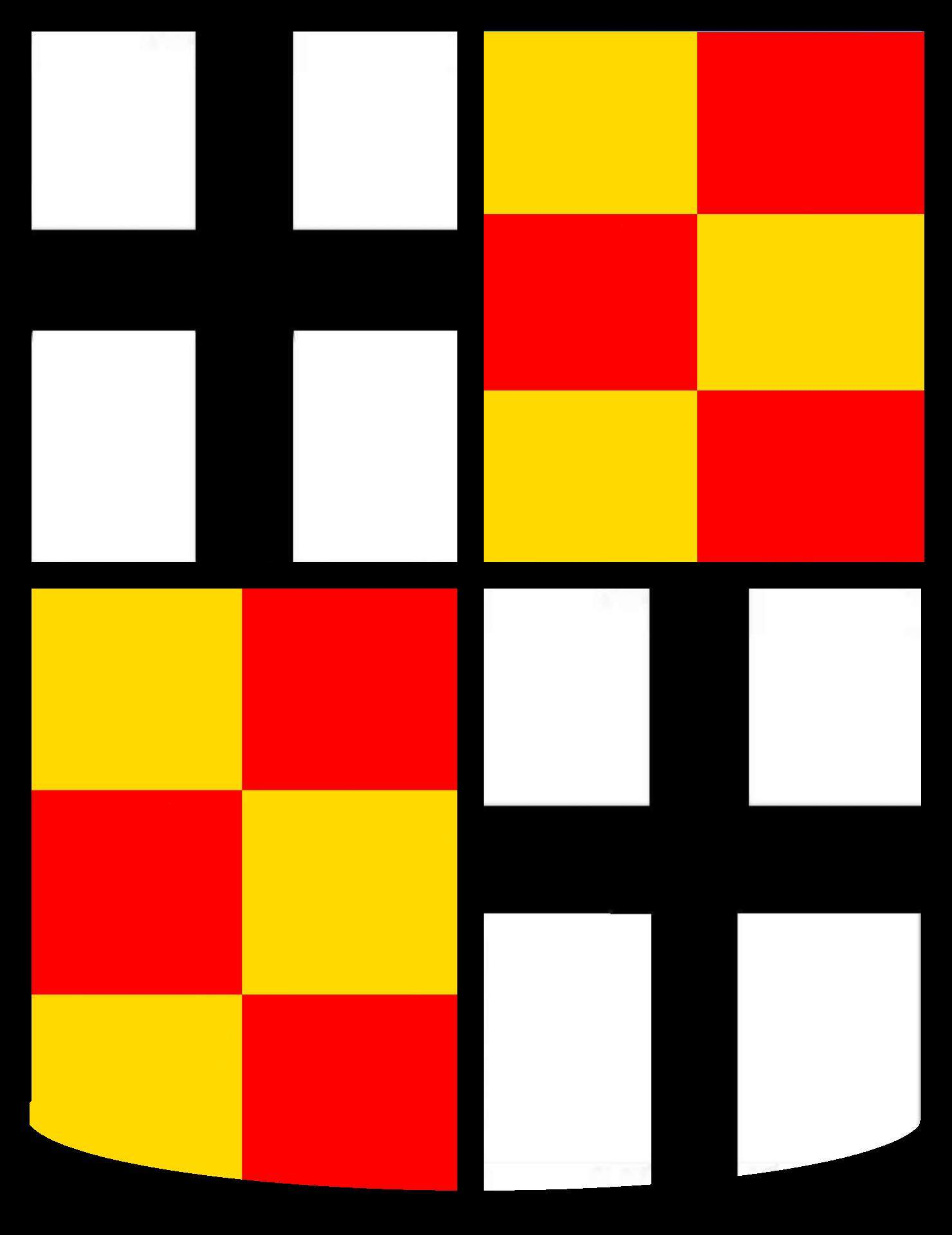
Wappen Eberhards von Rodenstein, Fürstabt von Fulda 1313–1315

Eberhard von Rodenstein (auch Rotenstein; † 1315) war von 1313 bis 1315 als Nachfolger Heinrichs V. von Weilnau Fürstabt der Abtei Fulda. Er stammte aus dem Geschlecht der sich nach der Burg Rodenstein bei Fränkisch-Crumbach nennenden Herren von Rodenstein. Er starb bereits 1315; sein Nachfolger als Fürstabt wurde Heinrich VI. von Hohenberg.
In Eberhards kurze Amtszeit fiel nach dem Tod des Kaisers Heinrich VII. im Jahre 1313 die umstrittene Königswahl von 1314, als mit dem Wittelsbacher Ludwig dem Bayern und dem Habsburger Friedrich zwei Könige des Heiligen Römischen Reichs gewählt und gekrönt wurden. Abt Eberhard stand dabei, auf Betreiben des Mainzer Erzbischofs Peter von Aspelt, auf der Seite Ludwigs.
1314 trug der Abt, wohl aufgrund von Fulda beanspruchter alter Lehnsrechte an der Burg Altenburg bei Alsfeld, eine Fehde mit dem Landgrafen Otto I. von Hessen aus, während welcher die Burg von Ottos Leuten eingenommen und zerstört wurde. Sie wurde danach vom Landgrafen jedoch wieder aufgebaut.